# Хвасон-17
Хвасон-17 (кор. 《화성포-17》형) — северокорейская двухступенчатая межконтинентальная баллистическая ракета, впервые представленная 10 октября 2020 года, на 75-ю годовщину основания Трудовой партии Кореи. Эта ракета рассматривается как новая версия ракеты Хвасон-15. Первый полёт состоялся 24 марта 2022 года.
На выставке Self-Defence-2021 ракета демонстрировалась как «Хвасон-17».
Дальность этой ракеты оценивается в 15 000 км.
Стоимость одной ракеты на 2021 год составляла более 490 миллионов долларов, тем самым делая её второй самой дорогой в мире после Трайдент II. Мощность ракеты составляет около 1100 килотонн.